# Desná (okres Jablonec nad Nisou)
Desná (Duits: Dessendorf) is een Tsjechische stad in de regio Liberec, en maakt deel uit van het district Jablonec nad Nisou.
Desná ligt dicht bij het Reuzengebergte en de Poolse grens en telt 3465 inwoners. Het is bereikbaar vanaf Liberec via de lokale weg R14.
Desná was tot 1945 een plaats met een overwegend Duitstalige bevolking. Na de Tweede Wereldoorlog werd de Duitstalige bevolking verdreven.
Ten noorden van Desná ligt bij het plaatsje Zadní Souš het meer van Souš.

## Stadsdelen
- Desná I (Dessendorf) met Sovín (Eule)
- Desná II - Potočná (Tiefenbach), Pustiny (Wustung)
- Desná III - Černá Říčka (Schwarzfluß), Dolní Polubny (Unterpolaun), Merklov (Markelsdorf), Ničovy Domky (Nitschehäuser), Novina (Neustück, früher: Hermannsdorf), Souš (Darre)

Albrechtice v Jizerských horách · Bedřichov · Dalešice · Desná · Držkov · Frýdštejn · Harrachov · 
Jablonec nad Nisou · Janov nad Nisou · Jenišovice · Jílové u Držkova · Jiřetín pod Bukovou · Josefův Důl · Koberovy · Kořenov · Líšný · Loužnice · Lučany nad Nisou · Malá Skála · Maršovice · Nová Ves nad Nisou · Pěnčín · Plavy · Pulečný · Radčice · Rádlo · Rychnov u Jablonce nad Nisou · Skuhrov · Smržovka · Tanvald · Velké Hamry · Vlastiboř · Zásada · Zlatá Olešnice · Železný Brod